# Vau (náutica)

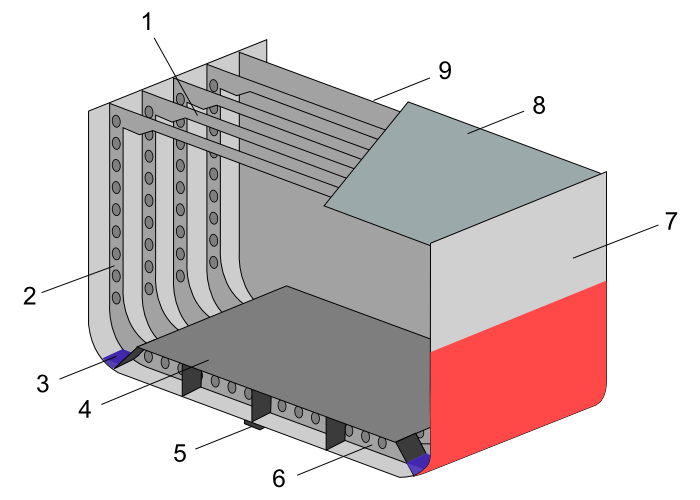
Corte transversal do casco de um navio, com os vaus indicados pelo nº 1.
Outras partes da imagem:
1. Vaus
2. Caverna
3. Borboleta
4. Piso ou Coberta
5. Quilha
6. Hastilha
7. Casco
8. Teto ou Coberta
9. Antepara

No âmbito náutico, um vau pode referir-se às:
- vigas transversais destinadas a sustentar os pavimentos (conveses e cobertas) de um navio'
- vigas horizontais no mastro, o vau das velas

Os vaus são colocados atravessados na direção bombordo - estibordo, servindo tanto para a sustentação dos pavimentos como para o travamento das balizas das cavernas do casco entre si. Os vaus tomam o nome do pavimento que sustentam.

## Dimensões relacionadas com os vaus
Em arquitetura naval, são relevantes várias dimensões relacionadas com os vaus, nomeadamente:
- Curvatura do vau - arco de circunferência ou de parábola correspondentes à curvatura dos vaus do convés principal e, ocasionalmente, dos vaus de outros pavimentos acima da linha d'água. Esta curvatura destina-se, por um lado a fazer com que a água possa sempre escorrer para o costado - facilitando o seu escoamento - e, por outro lado, serve para dar uma resistência adicional a cada vau;
- Linha reta do vau - é a linha reta que une as interseções da face superior de cada vau com as faces exteriores da caverna correspondente;
- Flecha do vau ou abaulamento - é a maior distância vertical entre a linha reta do vau e a sua face superior, sendo medida no plano diametral do navio.